# Totální nasazení (hudební skupina)
Totální nasazení je česká punk rocková hudební skupina. V její tvorbě se vyskytují také prvky z jiných hudebních stylů (např. ska, metal). V současné době[kdy?] kapelu tvoří zakládající člen, baskytarista Svatopluk Šváb, kytarista Pavel Pešata a bubeník Martin Semrád. Totální nasazení často koncertují v celé České republice, například v roce 2008 odehráli 104 koncertů. Každoročně také pořádají Slánský hudební festival Rock na valníku.

## Historie

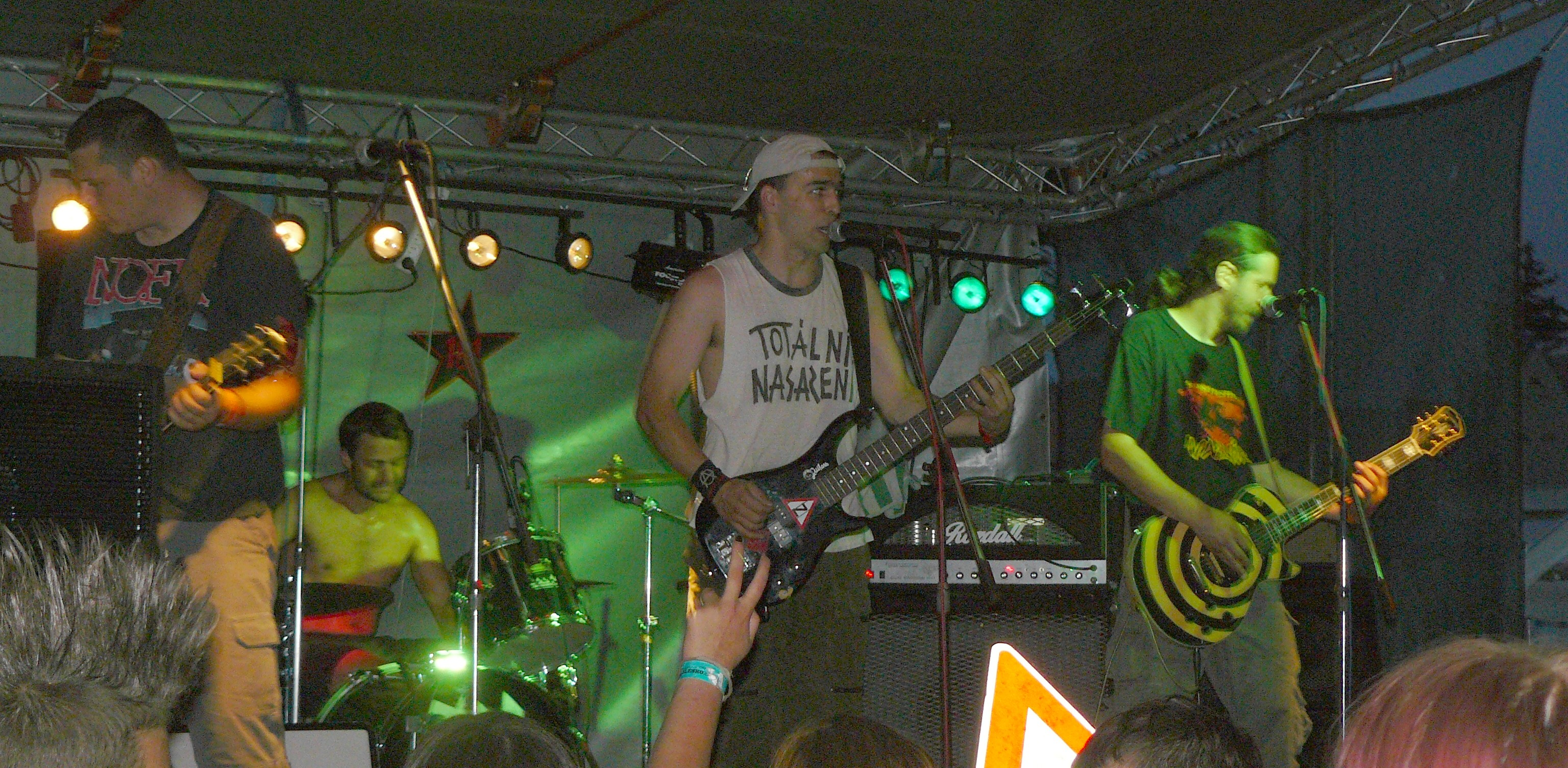
Totální nasazení na festivalu Oleško open air 2007

Kapela vznikla z punk-metalové skupiny Dehöt na konci roku 1990 a v září roku 1991 byl natočen demosnímek Wiktorovy ostatky. 
Po menších změnách v sestavě a odchodech na vojnu se v létě 1995 sestava ustálila v sestavě Svatopluk Šváb (baskytara), Pavel Pešata (kytara) a Pavel Pospíšil (bicí).
V následujících letech se sestava kapely příliš neměnila. Kapela také zkoušela hrát v sestavě rozšířené o jednoho kytaristu (Michel Coolman, 2003–2004) a Jan Šulgan (Šukec) od roku 2005 do roku 2008).
Roku 2008 kapela oslavila 18. narozeniny vydáním alba Krokodýl Ghandee a zároveň z ní odešel jeden ze zakládajících členů bubeník Pavel Pospíšil a kytarista Jan Šulgan. V roce 2009 vyšlo DVD z narozeninového koncertu před téměř tisícovkou diváků v pražském klubu Abaton.
V nové sestavě s bubeníkem Petrem Žákem (Franky) vydali v roce 2011 studiové album Crazy Story. V roce 2013 vydali další album s názvem Oceloví ptáci. Koncem roku 2013 se z rodinných důvodů rozhodl po 21 letech opustit skupinu kytarista Pavel Pešata. Jako kytarista ho nahradil Karel „Karloss“ Máša ze skupiny Jaksi Taksi.
Po odchodu Pavla Pešaty se skupina pustila do tvorby dalšího alba, které pod názvem Zbytečnákapela.cz na podzim vyšlo. Zároveň skupina natočila během let 2013–2014 několik videoklipů („Truhlářská“, „Mistr Pohádkář“, „Nezapomeneme“, „Kdo jsi?“, „Tichá Voda“, „O hvězdáři a kometě“ a velmi úspěšný klip s tematikou 2. světové války „Zapomenutý sny“).
V roce 2015 slavila skupina 25 let od svého vzniku. Pro tuto událost vydala koncem února kompilační album 25 LET ČERNOBÍLÝ SVĚT, obsahující výběr hitů kapely. V první polovině roku 2015 se skupina vydala společně se spřízněnou folk-punk-rockovou kapelou Deratizéři na „mini“ turné po Turecku. Po letní šňůře festivalů se podzimní koncertní nesla v „duchu“ speciálního UNPLUGGED Tour k oslavě 25. koncertní sezóny, završené natáčením DVD a živého alba ze speciálního narozeninového koncertu v pražském klubu Rock Café, kde si s kapelou zahrál i bývalý dlouholetý člen – kytarista a zpěvák Pavel „P.P.Cvok“ Pešata, který od té doby s kapelou coby host vystupuje. V prosinci roku 2018 oznámila kapela jeho definitivní návrat.

## Členové

### Současní členové

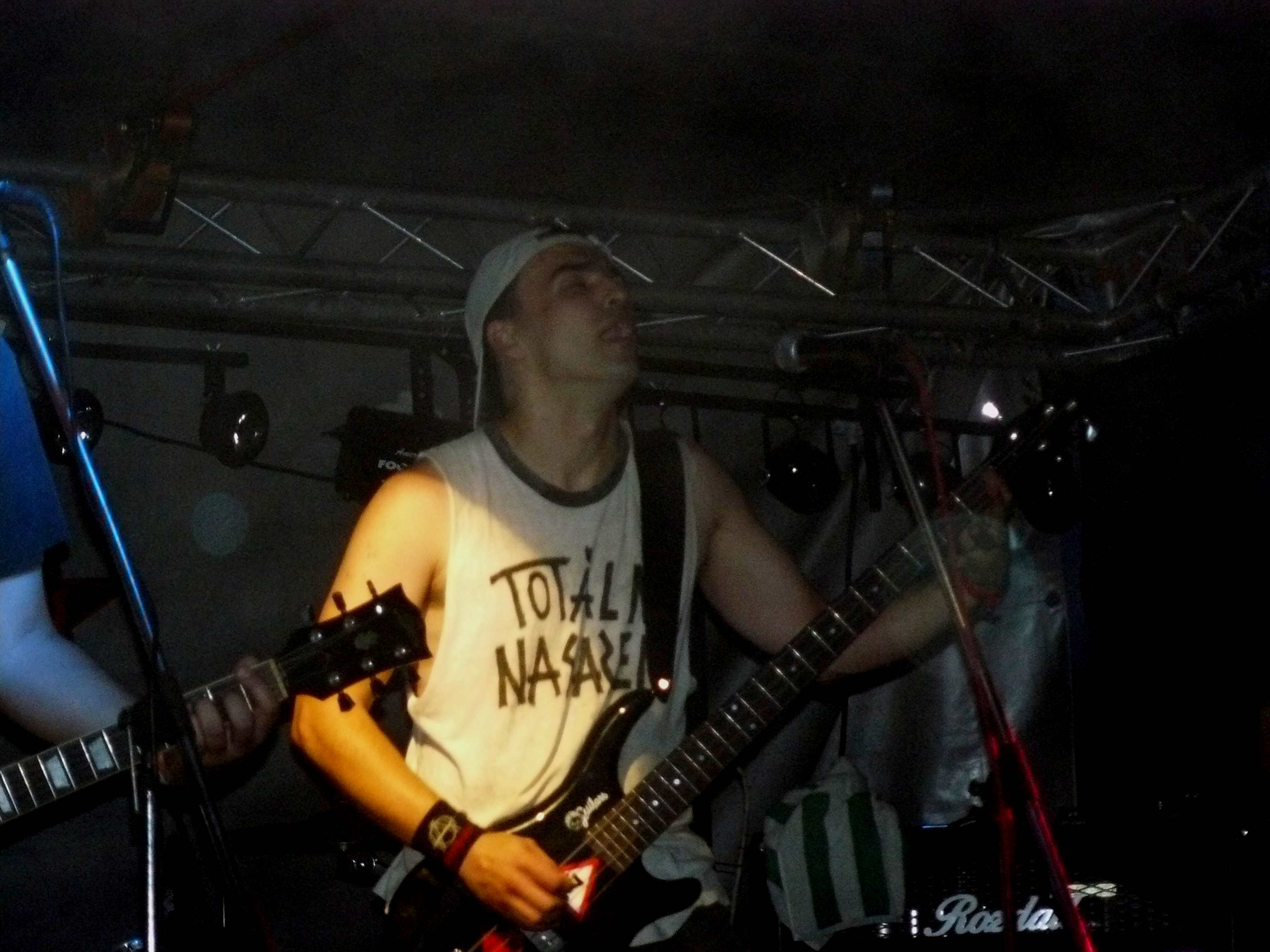
Frontman skupiny, baskytarista Sváťa Šváb

- Sváťa (Svatopluk Šváb) – baskytara, kytara, zpěv, kazoo (1990–současnost)
- P.P.Cvok (Pavel Pešata) – kytara, zpěv (1992–2013, 2015–2018 jako host, 2018–současnost)
- Franky (Petr Žák) – bicí (2009–současnost)

### Bývalí členové
- Martin Janda – kytara, zpěv (1990–1992)
- Jan Orthober (Hans von Orthober) – kytara (1992–1994)
- Michel Coolman – kytara (2003–2004)
- Pavel Pospíšil (Ing. Pípa) – bicí (1990–2008)
- Jan Šulgán (Šukec) – kytara, zpěv (2005–2008)
- Karel Máša (Karloss) – kytara, baskytara, zpěv (2014–2022)

## Diskografie

### Dema
- Wiktorovy ostatky (1991)
- Dneska má svátek Marie (1992)
- Bätmäni (1993)
- Totální nasazení 1994 (1994)

### Studiová alba
- Stínohry (1996)
- Pocta době (1997)
- …souhlasíš se vším? (1998)
- Spreyopithecus chaluhensis (2000)
- Crabalaganja (2002)
- Když mrvy na šichtu táhnou (2005)
- Krokodýl Ghandee (2007)
- Crazy Story (2011)
- Oceloví ptáci (2013)
- Zbytečnákapela.cz (2014)
- Kazoo or die! (2019)

### Živá alba
- Živáky (1999)
- Delta Force - Živák z Delty (2003)
- Charóne, ty jsi nás převez (2009)
- Unplugged unpunked - Live Divadlo Slaný 2010 (2011)
- Unplugged Divadlo Slaný 2015 (2015)
- Live Rock Café 2015 (2016)

### Kompilace
- 15 let – Speciální narozeninová kompilace (2005)
- Demosnímky 1991–1994 (2006)
- Best of Totální nasazení – Tak mi to PUČ!!! (2006)
- BEST ON 1990 – 2010 (2010)
- 25 LET ČERNOBÍLÝ SVĚT (2015)

### Videozáznamy
- Charóne, ty jsi nás převez (2009)
- Live Rock Café 2015 (2016)

### Videoklipy
- Weekend Punk (2003) – album Crabalaganja (2002)
- Za hranice (2005) – album Když mrvy na šichtu táhnou (2005)
- Činčila (2005) – album Když mrvy na šichtu táhnou (2005)
- Slaný (2006) – album Když mrvy na šichtu táhnou (2005)
- Recept na podzim (2008) – album Krokodýl Ghandee (2007)
- Rozčarovaní (2008) – album Krokodýl Ghandee (2007)
- Samowar (2011) – album Crazy Story (2011)
- Oceloví ptáci (2013) – album Oceloví ptáci (2013)
- Truhlářská (2013) – album Oceloví ptáci (2013)
- Mistr pohádkář (2013) – album Oceloví ptáci (2013)
- Nezapomeneme (2013) – album Oceloví ptáci (2013)
- Kdo jsi? (2014) – album Zbytečnákapela.cz (2014)
- Tichá voda (2014) – album Zbytečnákapela.cz (2014)
- Zapomenutý sny (2014) – album Zbytečnákapela.cz (2014)
- O hvězdáři a kometě (2014) – album Zbytečnakapela.cz (2014)
- AustralSká (2015) – album Krokodýl Ghandee (2007)
- Number Two (2015) – album Crazy Story (2011)
- Tichá noc (2015) – album Unplugged Divadlo Slaný 2015 (2015)
- BalkanSká (2016) – album Crazy Story (2011)
- Irská (2017) – album Zbytečnákapela.cz (2014)
- Je mi to líto (2017)
- Pocta době (2017) – album Stínohry (1996)
- Mikulhash (2018) – album Crazy Story (2011)

### Ostatní alba
- Rock Box 1 – kompilace (1995)
- Popron News 1 – kompilace (1999)
- The Best Of Sommer Shit – kompilace (2000)
- Food For People Vol. 1 – kompilace (2000)
- Rock Na Valníku – kompilace (2002)
- Big FireHat – Abaton Live – kompilace (2003)

- Marijáš – kompilace (2004)
- Move Your Ass Sampler 2004 II. – kompilace (2004)

- 15 let – Speciální narozeninová kompilace (2005)
- Rock Made in Slaný – kompilace (2006)
- Noise For Ametyst. – kompilace (2007)

- Akce Punk 2007 – kompilace (2007)
- Against All Nazimals – kompilace (2010)